# Dødsgardist
En dødsgardist (eng. Death Eater, "dødsæder") er i Harry Potter-romanserien betegnelsen for de troldmænd og hekse som støtter den onde troldmand Voldemort. Dødsgardisterne har første gang en aktiv rolle efter Voldemorts fald i bog fire, hvor de torturerer en hel Mugglerfamilie foran alle tilskuerne til finalen i Quidditch.
Alle Dødsgardisterne bærer et brændemærke, der knytter dem til Voldemort. Via smerte i brændemærket kan Voldemort kalde dødsgardisterne til sig. Efter Voldemorts fald blev mange dødsgardister pågrebet og ført til fængslet Azkaban, hvor de blev vogtet af de frygtede dementorer. Voldemort får dog dementorerne til at forlade fængslet, så de tilfangetagne dødsgardister kan flygte og slutte sig til ham.
Alle dødsgardister er tatoveret med mørkets tegn på venstre arm, så deres Herre, Lord Voldemort, til en hver tid kan tilkalde dem ved at trykke på en af sine undersåtters tatovering

## Dødsgardister og deres forbrydelser
De følgende personer er dødsgardister identificeret ved navn i løbet af serien, samt de forbrydelser de har begået.
| Person                          | Baggrund og kendte forbrydelser |
| ------------------------------- | --- |
| Avery                           | Foregav at have været under Imperius-forbandelsen for at undgå fængsel. Voldemort torturerede ham under sit genfødselsritual. Deltog i indbruddet i Mysteriedepartementet, og flygtede senere fra Azkaban. |
| Regulus Black                   | Hjalp Voldemort med at skjule en horcrux. Forrådte ham senere, men smadrede ikke horcruxen, det gjorde Ron Weasley. |
| Alecto og Amycus Carrow         | Overfaldt personer på Hogwarts. Torturerede elever mens de underviste på Hogwarts. |
| Crabbe Sr.                      | Vincent Crabbes far. Til stede ved Voldemorts genfødsel. Deltog i indbruddet i Mysteriedepartementet, og flygtede senere fra Azkaban. |
| Barty Ferm, Jr                  | Var med til at torturere Frank og Alice Longbottom med Doloroso-forbandelsen. Flygtede efterfølgende fra Azkaban. Leverede Harry Potter til Voldemort. Udgav sig for at være Alastor "Skrækøje" Dunder ved brug af en polyjuiceeliksir. Myrdede sin far, Barty Ferm, Sr.. Kastede Imperius-forbandelsen på Viktor Krum og kastede, gennem ham, Doloroso-forbandelsen på Cedric Diggory og angreb Fleur Delacour. |
| Antonin Dolohov                 | Hjalp med at myrde Gideon og Fabian Prewett. Torturerede utallige Mugglere og modstandere af Voldemort. Flygtede fra fængslet 14 år senere for igen at slutte sig til Voldemort. Sårede Hermione Granger og Skrækøje Dunder alvorligt med en ukendt forbandelse ved indbruddet i Mysteriedepartementet, og flygtede senere fra Azkaban. Angreb Harry, Ron og Hermione ved Tottenham Court Road, men fejlede. Myrdede Remus Lupin under slaget om Hogwarts.                                                                                     |
| Gibbon                          | Overfaldt personer på Hogwarts. Blev ved et uheld dræbt af en anden dødsgardist, Thorfinn Rowle. |
| Goyle, Sr.                      | Gregory Goyles far. Til stede ved Voldemorts genfødsel. |
| Fenris Gråryg                   | Kendt som den mest barbariske varulv, foretrak at jage og angribe små børn. Smittede Remus Lupin da denne var barn, og lemlæstede senere alvorligt Bill Weasley. Tilfangetog Harry, Ron and Hermione. Deltog i slaget om Hogwarts. |
| Jugson                          | Deltog i indbruddet i Mysteriedepartementet. Flygtede senere fra Azkaban. |
| Igor Karkaroff                  | Torturerede Mugglere. |
| Bellatrix Lestrange             | Var med til at torturere Frank og Alice Longbottom med Doloroso-forbandelsen. Flygtede fra fængslet 14 år senere for at vende tilbage til Voldemort. Torturerede Neville Longbottom, sårede Nymphadora Tonks alvorligt og myrdede Sirius Black ved indbruddet i Mysteriedepartementet. Torturerede Hermione Granger og Griphook, og myrdede Dobby på Malfoy-familiens herregård. Myrdede Tonks og forsøgte at myrde Ginny Weasley under slaget om Hogwarts.                                                                                    |
| Rodolphus og Rabastan Lestrange | Var med til at torturere og Frank og Alice Longbottom med Doloroso-forbandelsen. Flygtede fra fængslet 14 år senere for at vende tilbage til Voldemort. Deltog i indbruddet i Mysteriedepartementet, og flygtede senere igen fra Azkaban. |
| Walden Macnair                  | Hyret som bøddel for Komitéen for Bortskaffelse af Farlige Væsener; forsøgte at henrette Stormvind, men fejlede da hippogriffen blev befriet. Til stede ved Voldemorts genfødsel. Lokkede kæmperne til at alliere sig med dødsgardisterne. Deltog i indbruddet i Mysteriedepartementet, og flygtede senere fra Azkaban. Deltog også i slaget om Hogwarts. Macnair spilles af Peter Best i den tredje og femte film. |
| Draco Malfoy                    | To forfejlede forsøg på at myrde Albus Dumbledore; forgiftede ved et uheld Ron Weasley med mjød og sårede Katie Bell med en forbandet halskæde. Tillod dødsgardisterne at komme ind i Hogwarts. Torturerede dødsgardisten Thorfinn Rowle på Voldemorts ordre. Deltog i slaget om Hogwarts. |
| Lucius Malfoy                   | Gav Voldemorts skoledagbog til Ginny Weasley. Truede skolens bestyrelsesmedlemmer. Torturerede en Mugglerfamilie og deltog i en voldelig hærgen ved Quidditch Verdensmesterskaberne. Til stede ved Voldemorts genfødsel. Kastede Imperius-forbandelsen på Sturgis Podmore og Broderick Bode i et forsøg på at få fat i sin herres profeti. Stod i spidsen for missionen i Mysteriedepartementet, og flygtede senere fra Azkaban. Flere tilfælde af bestikkelse.                                                                                |
| Mulciber                        | Specialiserede sig i Imperius-forbandelsen. Flygtede fra fængslet 14 år senere for at vende tilbage til Voldemort. Deltog i indbruddet i Mysteriedepartementet, og flygtede efterfølgende igen fra Azkaban. |
| Nott, Sr.                       | Theodore Notts far. Rowling nævner på sin hjemmeside at han er en ældre enkemand. Deltog i indbruddet i Mysteriedepartementet, og undslap senere fra Azkaban. |
| Peter Pettigrew                 | Spionerede på Fønixordenen for Voldemort. Forrådte Potter-familien som deres Hemmelighedsholder. Anklagede Sirius Black for forræderiet mod James og Lily Potter, myrdede tolv mugglere i processen og simulerede sin egen død. Myrdede Cedric Diggory. Assisterede Voldemort i at opnå en ny krop. Bor hos Severus Snape i Halvblodsprinsen. Blev dræbt af sin egen sølv-hånd i forsøget på at tjekke om alt i kælderen på familien Malfoys Herregård var som det skulle være, fik taget sin tryllestav af Ron da han prøvede at kvæle Harry. |
| Augustus Rookwood               | En tidligere Unævnelig som opførte sig som om han hjalp kampen mod Voldemort, men blev afsløret som en dobbeltagent der indsamlede information fra Ludo Ludomand og andre uvidende agenter i Ministeriet. Flygtede fjorten år senere fra fængslet for at slutte sig til Voldemort. Informerede sin herre om at Averys information om at Bode kunne stjæle Profetien var forkert. Deltog i indbruddet i Mysteriedepartementet, og flygtede senere fra Azkaban. Deltog også i Slaget om Hogwarts.                                                |
| Evan Rosier                     | Ødelagde en del af Skrækøje Dunders næse under en kamp med Aurorer. Dræbt i kampen. |
| Thorfinn Rowle                  | Overfaldt personer på Hogwarts og myrdede ved et uheld dødsgardisten Gibbon. Angreb Harry Potter, Ron Weasley og Hermione Granger ved Tottenham Court Road, men fejlede. Deltog også i slaget om Hogwarts. Han spilles af Rod Hunt i filmen om Halvblodsprinsen. |
| Selwyn                          | Angreb Rubeus Hagrid og Harry Potter over Dursleyfamiliens hus. Torturerede Xenophilius Lovegood. |
| Severus Snape                   | Gav Voldemort information om Sibyll Trelawneys profeti, hvilket førte til James og Lily Potters død. |
| Travers                         | Hjalp med at myrde McKinnon-familien. Flygtede fra fængslet fjorten år senere for at slutte sig til Voldemort. Torturerede Xenophilius Lovegood. Fulgtes med Hermione, som var forklædt som Bellatrix, til Gringotts. Deltog også i Slaget om Hogwarts. |
| Wilkes                          | Dræbt af Aurorer under den første troldmandskrig. |
| Yaxley                          | Overfaldt personer på Hogwarts. Kastede Imperiusforbandelsen på Pius Thicknesse. Deltog også i Slaget om Hogwarts. |